# Waialae Country Club: True Golf Classics
Waialae Country Club: True Golf Classics est un jeu vidéo de golf sorti en 1998 et fonctionne sur Nintendo 64. Le jeu a été développé par T&E Soft et édité par Nintendo.
Le jeu se déroule dans le Waialae Country Club à Hawaï.